# 史佾孫
史佾孫（1278年—1375年），字列父，慶元府鄞縣人，元朝隐士，南宋末年出生，宋灭后隐居，明洪武八年去世。

## 生平
身出南宋胄族东钱湖史氏，是宰相史彌遠幼子史宇之孫。南宋灭亡后，前宋高官子孫多因出身門第補授元朝官职，有人勸说史佾孫投家谱谋求功名官位，史佾孫没有听从，反而韬光养晦收敛家传。隐居浙东，寄情山水。晚年非常貧困，飲水著書，超然忘憂。元朝灭亡后于明初洪武八年（1375年）逝世，享耆壽九十八岁，一生横跨宋、元、明三代。

## 遺物
- 今存《史處士墓版文》收录于《宋文憲公全集》